# The Housemaid (película de 1960)
The Housemaid (하녀, Hanyeo, conocida en Hispanoamérica como La criada o La doncella) es una película dramática y de suspenso surcoreana de 1960 dirigida por Kim Ki-young y protagonizada por Lee Eun-shim, Ju Jeung-nyeo y Kim Jin-kyu. Fue descrita en el portal especializado Koreanfilm.org como "una de las tres mejores películas en la historia del cine de Corea del Sur". Se trata de la primera película en la trilogía Housemaid de Kim, seguida de Woman of Fire y Woman of Fire '82. En 2010, Im Sang-soo dirigió un remake con el mismo título, protagonizada por Jeon Do-yeon, Lee Jung-jae, Seo Woo y Youn Yuh-jung. El popular cineasta Bong Joon-ho ha afirmado que The Housemaid fue una fuente de inspiración al momento de crear su laureada película de 2019 Parásitos.

## Sinopsis
La película relata la destrucción de un entorno familiar por la introducción de una mucama en el hogar. Comienza con la escena de un compositor, Dong-sik Kim, leyendo a su esposa un artículo de periódico sobre un hombre que se enamora de su criada. Más adelante se presenta a dicho personaje, quien trabaja en una fábrica y se acaba de mudar a una casa de dos pisos con su esposa y sus dos hijos. Cuando su esposa embarazada se agota de trabajar en una máquina de coser para mantener a la familia, el compositor contrata a una criada, Myung-sook, para que le ayude con el trabajo doméstico. La nueva criada se comporta de forma extraña, generando una serie de eventos con resultados nefastos para la familia.

## Reparto
- Kim Jin-kyu es Dong-sik Kim
- Ju Jeung-ryu es la señora Kim
- Lee Eun-shim es Myung-sook
- Um Aing-ran es Kyung-hee Cho
- Ko Seon-ae es Seon-young Kwak
- Ahn Sung-ki es Kim Chang-soon (hijo)
- Lee Yoo-ri es Ae-soon Kim

## Recepción
En 2003, Jean-Michel Frodon, jefe de redacción de la revista de cine francesa Cahiers du cinéma, afirmó que el descubrimiento de The Housemaid por parte del mundo occidental, más de cuarenta años después del estreno de la película, fue "un sentimiento maravilloso no sólo porque se encuentra en el escritor y director Kim Ki-young un creador de imágenes verdaderamente extraordinario, sino también en su película una obra totalmente impredecible".
Comparando al director con Luis Buñuel, Frodon escribió que Kim es "capaz de indagar profundamente en la mente humana, sus deseos e impulsos, mientras presta atención sarcástica a los detalles". Se refirió al filme como "estremecedor", señalando que "la naturaleza estremecedora de la película es a la vez perturbadora y placentera". Frodon señaló que The Housemaid fue sólo una de las primeras películas importantes en la carrera del director, y que Kim Ki-young continuaría "avanzando a través de las obsesiones y la rebelión" con sus películas durante las décadas venideras.
En el portal especializado Rotten Tomatoes, la película cuenta con el 100% de aprobación basado en cinco reseñas. Según Michael Casey del semanario Boulder Weekly, "The Housemaid es la perfecta intersección entre el cine negro y el de terror, y una de las mejores películas de Corea del Sur". Para Sean Axmaker del sitio Seanax, la película relata "una historia salvajemente melodramática de ambición de clase media ambientada casi enteramente en un hogar de dos pisos que se convierte en una especie de prisión a medida que la red del deseo, la ansiedad, el odio y la posición social se cierran sobre los protagonistas". El crítico Dennis Schwartz indicó: "Esta extraña película ha alcanzado el estatus de clásico de culto, ya que plantea un escenario de pesadilla sobre su historia de telenovela".